# جامع المهراس
جامع المهراس  هو مسجد تونسي يقع شرق مدينة تونس العتيقة في تونس العاصمة.

## المكان

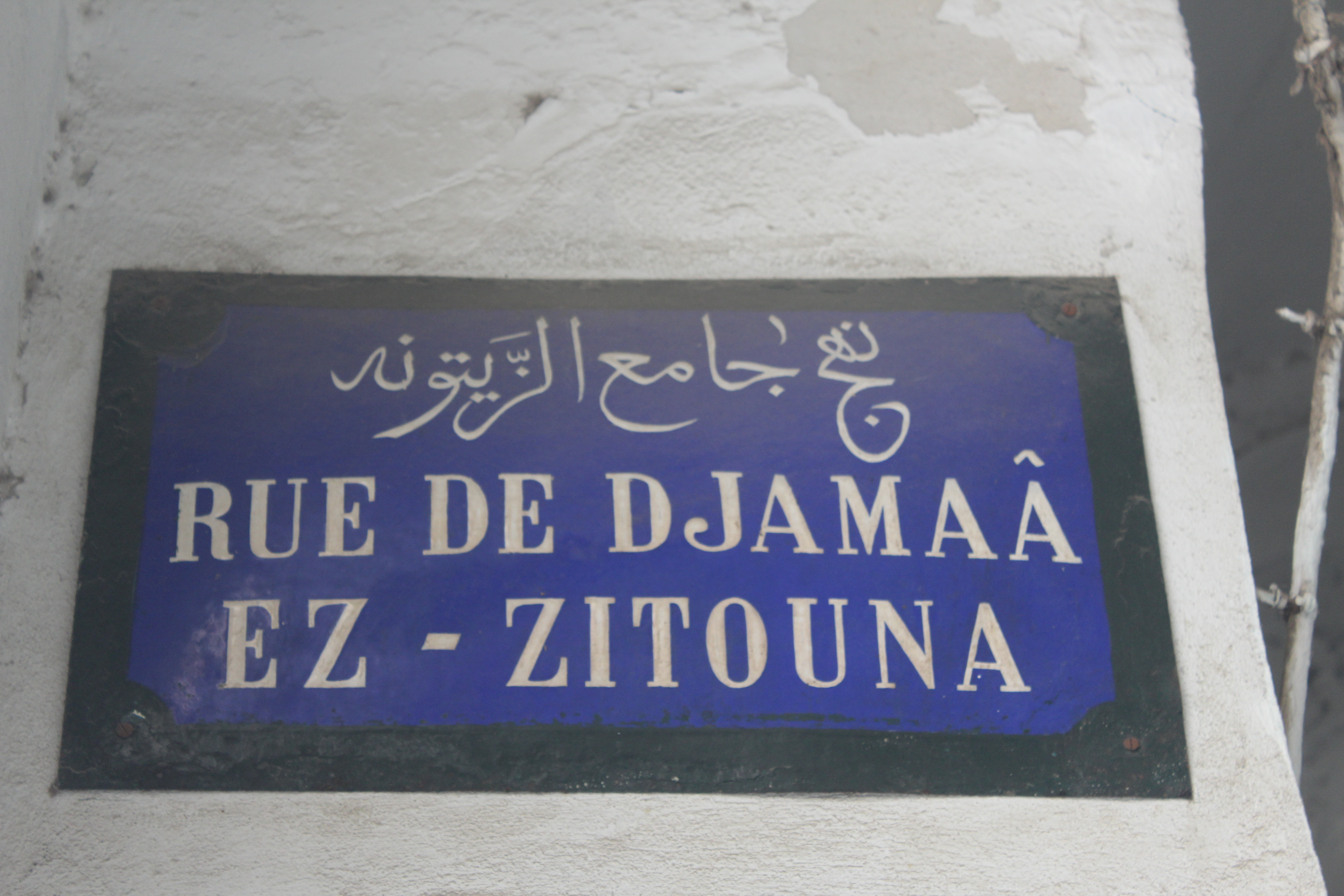
لوحة شارع تخص نهج جامع الزيتونة.

يقع المسجد في 1 نهج جامع الزيتونة، الذي كان يسمى قديما نهج الكنيسة.

## التاريخ
حسب المؤرخ محمد بن الخوجة، فإن المسجد شيد أثناء حكم بنو خراسان، وهي سلالة محلية حكمت تونس بين 1059 و1158، وبني في منتصف القرن الحادي عشر، وأعيد ترميمه بعد الاستقلال في 1956.

في المدخل، نجد حجارة مكتوب عليها عبارات بالخط الكوفي، وهو خط عربي نشأ في الكوفة في العراق، الشيء الذي سمح بمعرفة حقبة تشييده.

من بين إئمته، يمكن أن نذكر الشيخ أبو العباس أحمد القروي، خريج جامعة الزيتونة والمتوفي في 1855 (1272 هـ).

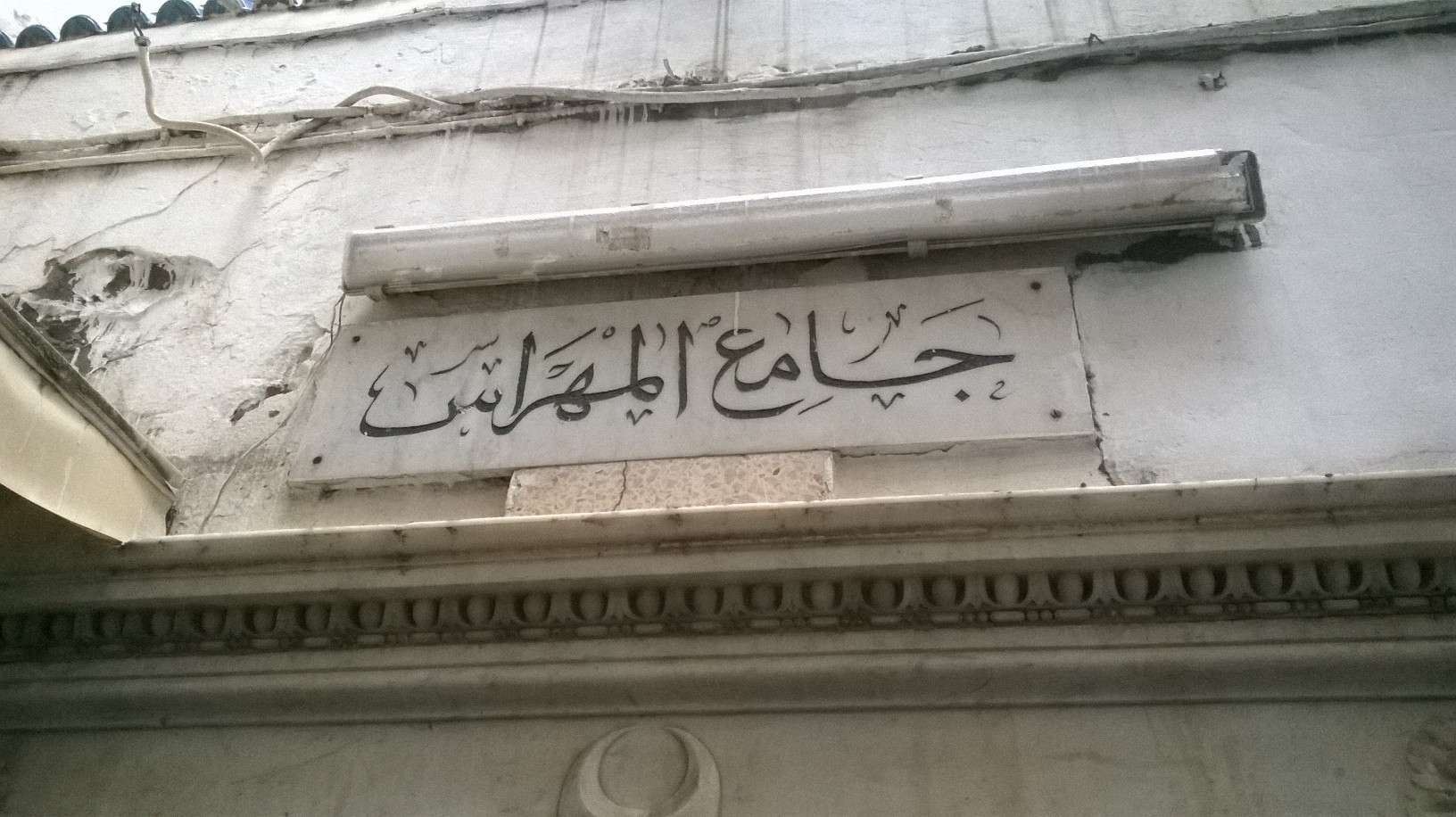
لوحة رخامية تبين اسم الجامع تعلو مدخله.
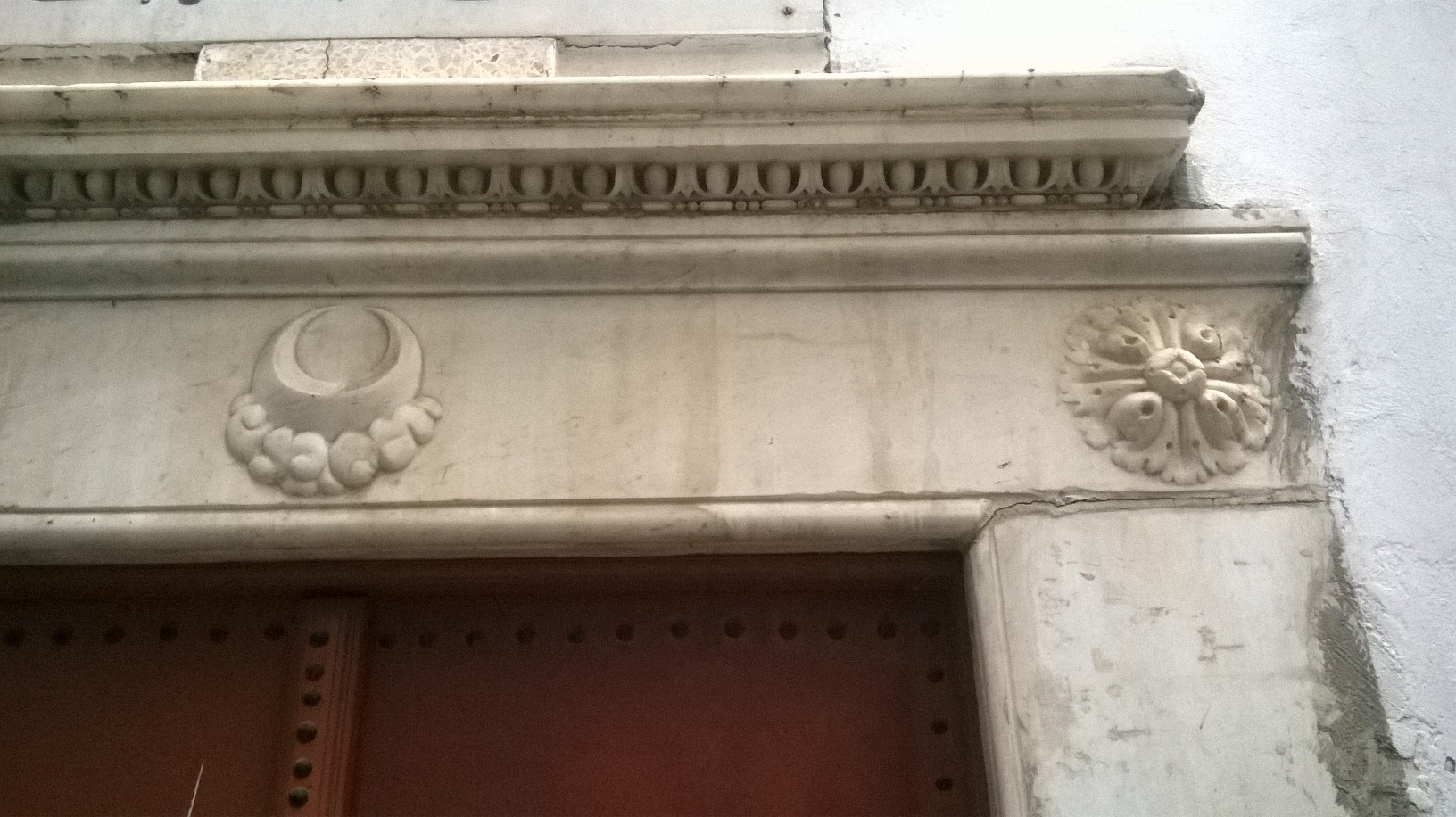
رموز تعلو مدخل الجامع.
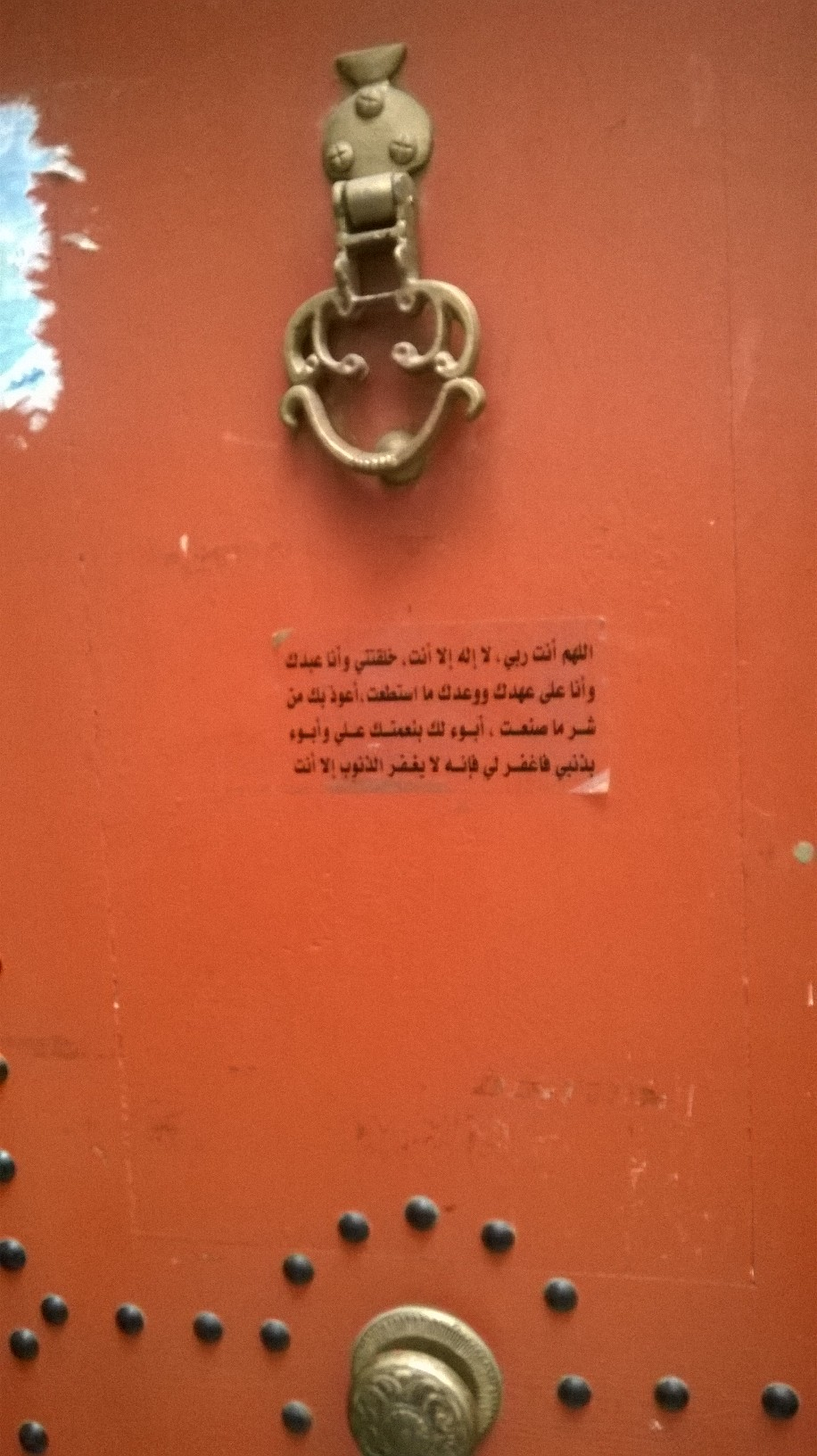
تزيينات على باب المسجد.
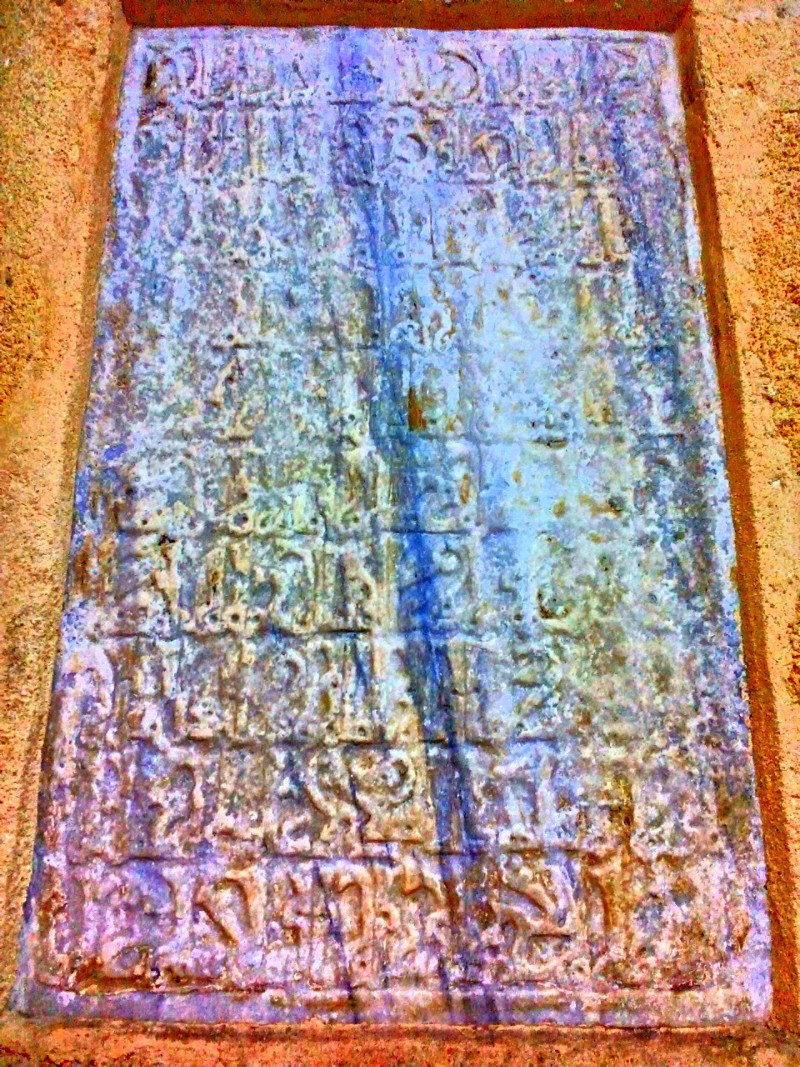
صورة للعبارات بالخط الكوفي

## مقالات ذات صلة
- مساجد مدينة تونس